# William Dodge
Pour les articles homonymes, voir Dodge (homonymie).
William Dodge, né le 7 janvier 1925 à Philadelphie et mort le 7 juillet 1987 à Bryn Mawr, est un bobeur américain.

## Carrière
Aux Jeux olympiques d'hiver de 1956 organisés à Cortina d'Ampezzo en Italie, lors de sa seule participation olympique, William Dodge est médaillé de bronze en bob à quatre avec Arthur Tyler, Charles Butler et James Lamy. Il est également champion nord-américain de bob à deux avec Steve Phillips.

## Palmarès

### Jeux Olympiques
- : médaillé de bronze en bob à 4 aux JO 1956.